# 富田重政
冨田 重政（とだ しげまさ、永禄7年（1564年） - 寛永2年4月19日（1625年5月25日））は、戦国時代から江戸時代前期にかけての武将。前田氏の家臣。父は越前の戦国大名朝倉氏の家臣で、富田流の門人だった山崎景邦。富田景政の婿養子。
子は冨田重家、富田重康、冨田宗高。官位は越後守。

## 概要
通称は与六郎、六左衛門、治部左衛門、大炊。前田利家の家臣として仕え、1584年の能登国末森城の戦いでは一番槍の武功を挙げたことから利家の賞賛を受け、富田景政の娘を妻とした。また、景政の嫡男が戦死したため、景政の婿養子となった。
小田原征伐や関ヶ原の戦いにおいても、前田軍の武将として従軍している。これらの戦功から、1万3670石の所領を与えられた。
その後、前田利長が養子（異母弟）の前田利常に家督を譲った頃に重政も長男・重家に家督を譲り、隠居している。しかし利常に従って1614年からの大坂の陣にも参戦し、19人の敵兵の首級を挙げるという武功を立てた。
また1618年には、家督を継いだ長男・重家が24歳の若さで死去している（家督は重政の次男・重康が相続した）。
1625年に死去。享年62。墓所は石川県金沢市慈雲寺。法名は慈雲院殿日恵居士。
戦国時代における中条流の剣豪の一人であり、越後守の官位から「名人越後」と称されて恐れられた。